# Hydroxykenomikrolith
Hydroxykenomikrolith ist ein sehr seltenes Mineral aus der Mineralklasse der Oxide und Hydroxide. Es kristallisiert im kubischen Kristallsystem mit der Zusammensetzung (◻,Na,Sb3+)2Ta2O6(OH), an manchen Fundpunkten ist das Antimon teilweise durch Blei, Zinn und/oder Uran sowie das Tantal durch Niob ersetzt.
Hydroxykenomikrolith ist genetisch eine späte Bildung. Er findet sich in Form von körnigen Aggregaten oder kuboktaedrischen Kristallen bis zu 3 mm Größe im Umfeld von hochfraktionierten Granitpegmatiten.
Seine Typlokalität ist der „Leshaia-Pegmatit“ am Berg Vasin-Mylʹk im Pegmatitfeld der Voronʹi Tundry auf der Kola-Halbinsel in der Oblast Murmansk, Russland.

## Etymologie und Geschichte
Ende der 1970er Jahre wurde im „Leshaia-Pegmatit“ am Berg Vasin-Mylʹk in der Voronʹi Tundry auf der Kola-Halbinsel in der Oblast Murmansk, Russland, ein Mineral gefunden, welches sich nach Ermittlung der physikalischen, chemischen und röntgendiffraktometrischen Eigenschaften als neuer Vertreter der damaligen Pyrochlor-Gruppe erwies. Das neue Mineral wurde der International Mineralogical Association (IMA) vorgelegt, die es am 21. Mai 1980 anerkannte. Die wissenschaftliche Erstbeschreibung dieses Minerals als Cesstibtantit (englisch Cesstibtantite) erfolgte im Jahre 1981 durch ein sowjetisches Forscherteam mit Anatoly Vasilʹevich Voloshin, Yuriy Pavlovich Menʹshikov, Yakov A. Pakhomovskiy und Lyudmila Ivanovna Polezhaeva im sowjetischen Wissenschaftsmagazin Zapiski Vsesoyuznogo Mineralogicheskogo Obshchestva (Berichte der sowjetischen All-Union Mineralogischen Gesellschaft). Eine englische Übersetzung erschien 1982 im Wissenschaftsmagazin International Geology Review. Die Autoren benannten das neue Mineral aufgrund seiner chemischen Zusammensetzung mit Caesium (englisch cesium), Antimon (lateinisch stibium) und Tantal als Cesstibtantit (Ces-Stib-Tant-it).
Das Typmaterial für Cesstibtantit (Holotyp) wird unter den Katalognummern 80827, 81058 und vis6317 in der Systematischen Sammlung des Mineralogischen Museums „Alexander Jewgenjewitsch Fersman“ der Russischen Akademie der Wissenschaften in Moskau aufbewahrt. Weiteres Typmaterial wurde in der Sammlung des Museum der Staatlichen Bergbau-Universität in Sankt Petersburg (Katalognummer 1324/1) sowie in der Sammlung des Geologischen Museums des Geologisches Instituts im Kola-Wissenschaftszentrum der Russischen Akademie der Wissenschaften in Apatity (Katalognummer 5518) deponiert.
Im Jahre 2010 wurde seitens der IMA eine neue Nomenklatur für die Minerale der neu definierten Pyrochlor-Obergruppe (Pyrochlor-Supergruppe) vorgelegt. Darin wurde Cesstibtantit zu Hydroxykenomikrolith (englisch Hydroxykenomicrolite) redefiniert, wobei das von A. V. Voloshin definierte Typmaterial des Cesstibtantits nunmehr als Typmaterial (Holotyp) für Hydroxykenomikrolith gilt. Die Bezeichnung „Cesstibtantit“ wurde diskreditiert.

## Klassifikation
Die aktuelle Klassifikation der International Mineralogical Association (IMA) zählt den Hydroxykenomikrolith zur Pyrochlor-Obergruppe mit der allgemeinen Formel A2–mB2X6–wY1–n, in der A, B, X und Y unterschiedliche Positionen in der Struktur der Minerale der Pyrochlor-Obergruppe mit A = Na, Ca, Sr, Pb2+, Sn2+, Sb3+, Y, U, □, oder H2O; B = Ta, Nb, Ti, Sb5+ oder W; X = O, OH oder F und Y = OH−, F, O, □, H2O oder sehr große (>> 1,0 Å) einwertige Kationen wie K, Cs oder Rb repräsentieren. Zur Pyrochlor-Obergruppe gehören neben Hydroxykenomikrolith noch Fluorcalciomikrolith, Fluornatromikrolith, Hydrokenomikrolith, Hydroxycalciomikrolith, Kenoplumbomikrolith, Oxynatromikrolith, Oxystannomikrolith, Oxystibiomikrolith, Cesiokenopyrochlor, Fluorcalciopyrochlor, Fluornatropyrochlor, Hydrokenopyrochlor, Hydropyrochlor, Hydroxycalciopyrochlor, Hydroxykenopyrochlor, Hydroxymanganopyrochlor, Hydroxynatropyrochlor, Oxycalciopyrochlor, Fluorcalcioroméit, Hydroxycalcioroméit, Hydroxyferroroméit, Oxycalcioroméit, Oxyplumboroméit, Hydrokenoelsmoreit, Hydroxykenoelsmoreit, Fluornatrocoulsellit und Hydrokenoralstonit.
Hydroxykenomikrolith bildet zusammen mit Fluorcalciomikrolith, Fluornatromikrolith, Hydrokenomikrolith, Hydroxycalciomikrolith, Kenoplumbomikrolith, Oxynatromikrolith, Oxystibiomikrolith und Oxystannomikrolith innerhalb der Pyrochlor-Obergruppe die Mikrolithgruppe.
Da der Cesstibtantit erst 1980 als eigenständiges Mineral anerkannt wurde, ist er in der seit 1977 veralteten 8. Auflage der Mineralsystematik nach Strunz noch nicht verzeichnet. Einzig im Lapis-Mineralienverzeichnis nach Stefan Weiß, das sich aus Rücksicht auf private Sammler und institutionelle Sammlungen noch nach dieser alten Form der Systematik von Karl Hugo Strunz richtet, erhielt das Mineral (hier: Hydroxykenomikrolith) die System- und Mineral-Nr. IV/C.13-100. In der „Lapis-Systematik“ entspricht dies der Klasse der „Oxide und Hydroxide“ und dort der Abteilung „Oxide mit [dem Stoffmengen]Verhältnis Metall : Sauerstoff = 2 : 3 (M2O3 & Verwandte)“, wo Hydroxykenomikrolith zusammen mit Fluorcalciomikrolith, Fluornatromikrolith, Hydrokenomikrolith, Hydromikrolith, Hydroxycalciomikrolith, Kenoplumbomikrolith, Oxycalciomikrolith, Oxykenomikrolith, Oxynatromikrolith, Oxystannomikrolith und Oxystibiomikrolith die von der System-Nr. IV/C.13 bis IV/C.15 reichende „Mikrolith-Untergruppe [Ta ± Nb]“ bildet (Stand 2018).
Die seit 2001 gültige und von der International Mineralogical Association (IMA) bis 2009 aktualisierte 9. Auflage der Strunz’schen Mineralsystematik ordnet den Hydroxykenomikrolith in die Abteilung der „Oxide mit dem Stoffmengenverhältnis Metall : Sauerstoff = 1 : 2 und vergleichbare“ ein. Diese ist weiter unterteilt nach der relativen Größe der beteiligten Kationen und der Kristallstruktur, so dass das Mineral entsprechend seiner Zusammensetzung und seinem Aufbau in der Unterabteilung „Mit großen (± mittelgroßen) Kationen; Lagen kantenverknüpfter Oktaeder“ zu finden ist, wo es zusammen mit allen Vertretern der Pyrochlor-, Mikrolith-, Betafit-, Roméit- und Elsmoreitgruppen die Pyrochlor-Übergruppe mit der System-Nr. 4.DH.15 bildet. Hydroxykenomikrolith ist dabei zusammen mit Fluorcalciomikrolith, Fluornatromikrolith, Hydrokenomikrolith, Hydromikrolith, Kenoplumbomikrolith, Oxycalciomikrolith, Oxystannomikrolith (ehemals Stannomikrolith) und Oxystibiomikrolith (ehemals Stibiomikrolith) in der Mikrolithgruppe zu finden.
In der vorwiegend im englischen Sprachraum gebräuchlichen Systematik der Minerale nach Dana wurde Cesstibtantit in die Klasse der „Oxide und Hydroxide“ und dort in der Abteilung der „Mehrfachen Oxide mit Nb, Ta und Ti“ eingeordnet. Hier ist er zusammen mit dem diskreditierten Natrobistantit in der „Cesstibtantit-Untergruppe; (Na,Cs)(Bi,Sb)(Ta,Nb)4O12“ mit der System-Nr. 08.02.04 innerhalb der Unterabteilung der „Mehrfache Oxiden mit Nb, Ta und Ti mit der Formel A2(B2O6)(O,OH,F)“ zu finden.
Der zu Hydroxykenomikrolith umbenannte Cesstibtantit ist allerdings ein enger Verwandter von Fluornatromikrolith, der in der Mineralklasse der „Oxide und Hydroxide“ und dort in der Abteilung der „Mehrfachen Oxide mit Nb, Ta und Ti“ zu finden ist, wo er zusammen mit Mikrolith, Bariomikrolith, Plumbomikrolith, Uranmikrolith, Bismutomikrolith, Stannomikrolith und Stibiomikrolith die „Pyrochlorgruppe (Mikrolith-Untergruppe; Ta>Nb;(Ta+Nb)>2(Ti))“ mit der System-Nr. 08.02.02 innerhalb der Unterabteilung der „Mehrfache Oxiden mit Nb, Ta und Ti mit der Formel A2(B2O6)(O,OH,F)“ bildet. Aufgrund seiner chemischen und strukturellen Verwandtschaft wird Fluorcalciomikrolith daher voraussichtlich ebenfalls dort einsortiert.

## Chemismus
Sechs Mikrosondenanalysen an Hydroxykenomikrolith vom „Leshaia-Pegmatit“ am Berg Vasin-Mylʹk ergaben Mittelwerte von 71,97 % Ta2O5; 2,32 % Nb2O5; 13,57 % Sb2O3; 0,70 % Bi2O3; 7,26 % Cs2O; 1,30 % Na2O; 0,13 % CaO; und 1,62 % PbO. Vom selben Fundort bestimmten T. S. Ercit und Kollegen eine mittlere Zusammensetzung aus Werten zweier Analysen mit 70,8 % Ta2O5; 2,8 % Nb2O5; 14,2 % Sb2O3; 0,3 % Bi2O3; 7,4 % Cs2O; 1,7 % Na2O und 0,8 % PbO sowie 1,5 % H2O (aus strukturellen Betrachtungen berechnet). Die gleichen Autoren ermittelten an Material aus dem Tanco-Pegmatit (Mittelwert aus zwei Analysen) eine Zusammensetzung mit 72,5 % Ta2O5; 1,2 % Nb2O5; 9,7 % Sb2O3; 0,1 % SnO; 0,6 % Bi2O3; 5,4 % Cs2O; 0,6 % CaO; 2,4 % Na2O; 0,05 % K2O; und 5,3 % PbO sowie 1,2 % H2O (aus strukturellen Betrachtungen berechnet). Aus der Analyse des Materials vom „Leshaia-Pegmatit“ wurde eine empirische Formel mit [Cs0,31(OH,F)0,69]Σ=1,00(Sb0,57Na0,31Pb0,02Bi0,01)Σ=0,91(Ta1,88Nb0,12)Σ=2,00[O5,69(OH,F)0,31]Σ=6,00, aus der Analyse des Materials vom Tanco-Pegmatit eine empirische Formel mit [Cs0,22K0,01(OH,F)0,55]Σ=0,78(Na0,45Sb0,40Pb0,14Ca0,06Bi0,02)Σ=1,08(Ta1,95Nb0,05)Σ=2,00[O5,78(OH,F)0,22]Σ=6,00 errechnet.
Im Hydroxykenomikrolith kann auf der B-Position Tantal durch Niob ersetzt werden (Utö/Schweden, Dobrá Voda, Tschechien, Red Cross Lake, Kanada, Mt. Holland, Australien). Auf der A-Position können Uran (Angel Mine, Argentinien, Red Cross Lake, Kanada), Zinn (Utö/Schweden), Bismut (Angel Mine, Argentinien), Blei (Red Cross Lake, Kanada, Utö/Schweden) und Calcium (Angel Mine, Argentinien) in das Gitter des Hydroxykenomikroliths eintreten.
Innerhalb der Pyrochlor-Obergruppe sind theoretisch durch die vier verschiedenen zu besetzenden Positionen eine Vielzahl von Substitutionsmöglichkeiten vorhanden.
Hydroxykenomikrolith ist das OH-dominante Analogon zum H2O-dominierten Hydrokenomikrolith. Er kann z. B. auch als das Fehlstellen- und OH-dominante Analogon zum O- und Sn2+-dominierten Oxystannomikrolith bzw. zum O- und Sb3+-dominierten Oxystibiomikrolith aufgefasst werden.

## Kristallstruktur
Hydroxykenomikrolith kristallisiert im kubischen Kristallsystem in der Raumgruppe Fd3m (Raumgruppen-Nr. 227) mit dem Gitterparameter a = 10,515 Å sowie acht Formeleinheiten pro Elementarzelle.
Wie bei allen Vertretern der Pyrochlor-Obergruppe besteht die Kristallstruktur des Hydroxykenomikroliths aus – in diesem Falle – TaO6-Oktaedern mit gemeinsamen Ecken, die Schichten aus Dreier- und Sechserringen parallel [110] bilden. In diesen Schichten finden sich Kanäle in Richtung 110, welche die Na- und Sb-Atome aufnehmen.
Hydroxykenomikrolith unterscheidet sich von „normalen“ Vertretern der Pyrochlor-Obergruppe dadurch, dass er signifikante Mengen von sehr großen Kationen wie z. B. Cs enthält. Da diese Kationen für die konventionelle [8]-koordinierte A-Positionzu groß (> 1,60 Å) sind, nehmen sie die [18]-koordinierten Φ-Positionen ein, welche normalerweise nur mononovalente Anionen enthalten. Natürlicher Hydroxykenomikrolith ist nicht ideal zusammengesetzt, da er auf der Φ-Position sowohl das Kation Cs+ als auch monovalente Anionen enthält. Aus diesem Grund nimmt der Hydroxykenomikrolith im Vergleich zu den normalen Vertretern der Pyrochlor-Obergruppe (mit ausschließlich monovalenten Anionen auf der Φ-Position) sowie zu den inversen Vertretern der Pyrochlor-Obergruppe (mit ausschließlich großen Kationen auf der Φ-Position) eine intermediäre Stellung ein.

## Eigenschaften

### Morphologie
Hydroxykenomikrolith fand sich an seiner Typlokalität in der Nähe von Pollucit-Nestern, wo er isometrische oder gelängte Körner von maximal 3 mm Größe an den Korngrenzen von Stibiotantalit und Simpsonit oder in Rissen innerhalb dieser Minerale bildet. Ferner kam er in feinen Verwachsungen mit „Mikrolith“ vor. Im Tanco-Pegmatit tritt Hydroxykenomikrolith sowohl in isolierten kubooktaedrischen Kristallen von maximal 0,5 mm Größe als auch in Überzügen auf antimon- und uranhaltigen Varietäten von „Mikrolith“ auf. Trachtbestimmende Form ist das Oktaeder {111}, modifizierend treten kleine Flächen des Hexaeders {100} hinzu (vergleiche die nebenstehenden Kristallzeichnungen). Im Pegmatitfeld von Mount Holland, Yilgarn shire, Western Australia, Australien, und dem Pegmatit von Dobrá Voda, Křižanov, Žďár nad Sázavou District, Vysočina Region, Tschechien, bildet Hydroxykenomikrolith ein xenomorphes Alterationsprodukt von wahrscheinlich Stibiotantalit.
Am Mt. Holland, Australien, fand sich Hydroxykenomikrolith in einem Skelettkristall von 15 cm Durchmesser, der aus einer zerreiblichen Masse aus schwarzem Hydroxykenomikrolith und weißem Kimrobinsonit besteht.

### Physikalische und chemische Eigenschaften
Die Kristalle des Hydroxykenomikroliths sind farblos bis grau oder gelborange bis schwarz. Die Strichfarbe des Minerals ist dagegen immer weiß. Die Oberflächen des durchscheinenden bis durchsichtigen Hydroxykenomikroliths zeigen einen glas- bis diamantartigen Glanz, was sehr gut mit dem Wert für die Lichtbrechung (n > 1,8) übereinstimmt.
Hydroxykenomikrolith vom Mt. Holland in Western Australia ist hingegen schwarz und opak.
Hydroxykenomikrolith besitzt eine nur undeutliche Spaltbarkeit. Aufgrund seiner starken Sprödigkeit bricht er aber ähnlich wie Amblygonit, wobei die Bruchflächen uneben ausgebildet sind. Mit einer Mohshärte von ≈ 5 gehört das Mineral zu den mittelharten Mineralen und lässt sich wie das Referenzmineral Apatit mit einem Taschenmesser noch ritzen. Die Vickershärte wurde mit unterschiedlichen Lasten ermittelt; sie beträgt VHS20g = 930–1200 kg/mm², VHS40g = 800–1050 kg/mm² bzw. VHS100g = 670–780 kg/mm².
Die gemessene Dichte für Hydroxykenomikrolith beträgt 6,4 bis 6,6 g/cm³, die berechnete Dichte (für Cs0,5Na0,5SbTa4O12) beträgt 6,35 g/cm³. Hydroxykenomikrolith zeigt im langwelligen UV-Licht eine deutliche orangefarbene bis orangegelbe Fluoreszenz und eine schwache gelbliche Kathodolumineszenz.

## Bildung und Fundorte
Hydroxykenomikrolith ist ein spät gebildetes Tantal-Mineral und an seiner Typlokalität genetisch wie auch räumlich an den Prozess der Kaliummetasomatose in einem hochfraktionierten Granitpegmatit gebunden. Dieser Prozess führt zur Bildung von Pseudomorphosen von Orthoklas nach Lepidolith und der Alteration von Pollucit und primären Tantal-Mineralen. Die hydrothermale Alteration von Pollucit und Stibiotantalit erklärt den Transfer von Cäsium und Antimon in Lösungen, aus welchen bei Anwesenheit von Tantal im Überschuss die Bildung von Tantalaten mit ungewöhnlicher Form – darunter Hydroxykenomikrolith – erfolgen kann.
Der größte Teil der bekannten Fundstellen für Hydroxykenomikrolith/Cesstibtantit ist an hochfraktionierte, seltenelementführende Granitpegmatite der peralumischen LCT-Familie gebunden.
Am Mt. Holland sind Cesstibtantit (Hydroxykenomikrolith) und Kimrobinsonit Produkte der Zersetzung eines unbekannten Minerals, möglicherweise Stibiotantalit,
SbTaO4, wobei in diesem Fall eine erhebliche Vergrößerung des Ta:Sb-Verhältnis z. B. durch Abfuhr von Sb stattgefunden haben muss. In den mährischen Pegmatiten bildet sich „Cesstibtantit“ (also möglicherweise Hydroxykenomikrolith) bei der hydrothermalen Alteration aus „Mikrolith“, Stibiotantantalit und Rynersonit, wobei neben „Cesstibtantit“ noch „Mikrolith“, „Stibiomikrolith“, Tantalit-(Mn), Tantalit-(Fe) und Tapiolit-(Fe) gebildet werden können.
Typische Begleitminerale des Hydroxykenomikroliths sind Simpsonit, Stibiotantalit, Mikrolith, Wodginit, „Tantalit“, Pollucit und Sosedkoit („Leshaia-Pegmatit“ am Berg Vasin-Mylʹk in der Voronʹi Tundry), Calciotantit, Albit, Quarz, Kalifeldspat, Elbait–Rossmanit, skelettförmiger Columbit-(Mn) und Kassiterit (Insel Utö), sowie Kimrobinsonit, Tantalit-(Mn) und antimonhaltiger „Mikrolith“ (Mt. Holland).
Als sehr seltene Mineralbildung konnte Hydroxykenomikrolith bisher (Stand 2018) von neun Fundpunkten beschrieben werden. Die Typlokalität für Hydroxykenomikrolith ist der „Leshaia-Pegmatit“ am Berg Vasin-Mylʹk im Pegmatitfeld der Voronʹi Tundry auf der Kola-Halbinsel in der Oblast Murmansk, Russland.
Der Zweitfundort für Hydroxykenomikrolith war der hochdifferenzierte, stark zonierte Pegmatit der „Tanco“ Mine („Bernic Lake Mine“) am Bernic Lake nahe Lac du Bonnet in der kanadischen Provinz Manitoba. Ein weiterer Fundort in Kanada sind die lithiumreichen, Lepidolith-Petalit-haltigen Red-Cross-Lake-Pegmatite am gleichnamigen See, ebenfalls in Manitoba.
Hydroxykenomikrolith wurde ferner im seit 1934 bekannten, symmetrisch zonierten und lepidolithführenden Granitpegmatit von Dobrá Voda, Křižanov bei Velké Meziříčí, Okres Žďár nad Sázavou in der Region Vysočina in Tschechien gefunden. Auch im benachbarten Granitpegmatit von Laštovičky bei Rousměrov ist das Mineral beobachtet worden.
Weitere Fundorte sind der Rubellitpegmatit „Forrestania“ (oder auch „Mount-Hope-Pegmatit“) im Pegmatitfeld „Mount Holland“, Yilgarn Shire, Western Australia, Australien, der über die „Angel Mine“ abgebaute gleichnamige Pegmatit in den Sierras de Córdoba, Departamento Punilla, Provinz Córdoba, Argentinien, und der zum „Northern Nyköpingsgruvan Pegmatit“ gehörende Aufschluss „Grundberg“ im Bereich der „Utö gruvor“ (Gruben von Utö) auf der Insel Utö, Gemeinde Haninge, Provinz Stockholms län (historische Provinz Södermanland), Schweden.
Schließlich kennt man Hydroxykenomikrolith auch aus dem Pegmatit „Antandrokomby“, im aus komplexen LCT-Typ-Pegmatiten bestehenden Pegmatitfeld „Sahatany“ im Manandona-Tal, Gemeinde Sahatsiho-Ambohimanjaka bei Ambositra, Region Amoron’i Mania, ehemalige Provinz Fianarantsoa auf Madagaskar.
Streng genommen sind lediglich die Cesstibtantite vom „Leshaia-Pegmatit“ am Berg Vasin-Mylʹk sowie die Cesstibtantite aus Manitoba/Kanada als Hydroxykenomikrolith redefiniert worden. Beim Material vom Mt. Holland, Australien, und von der Insel Utö, Schweden, handelt es sich zwar um Zero-Valenz-dominante Vertreter der Mikrolithgruppe, bei denen entweder eine Vakanz oder H2O auf der entsprechenden Position dominiert. Es kann jedoch nicht nachgewiesen werden, welcher dieser beiden Fälle eingetreten ist, so dass auch nicht feststeht, ob tatsächlich Hydroxykenomikrolith vorliegt.
Fundstellen für Hydroxykenomikrolith aus Deutschland, Österreich und der Schweiz sind damit unbekannt.